# Olga Sacharoff

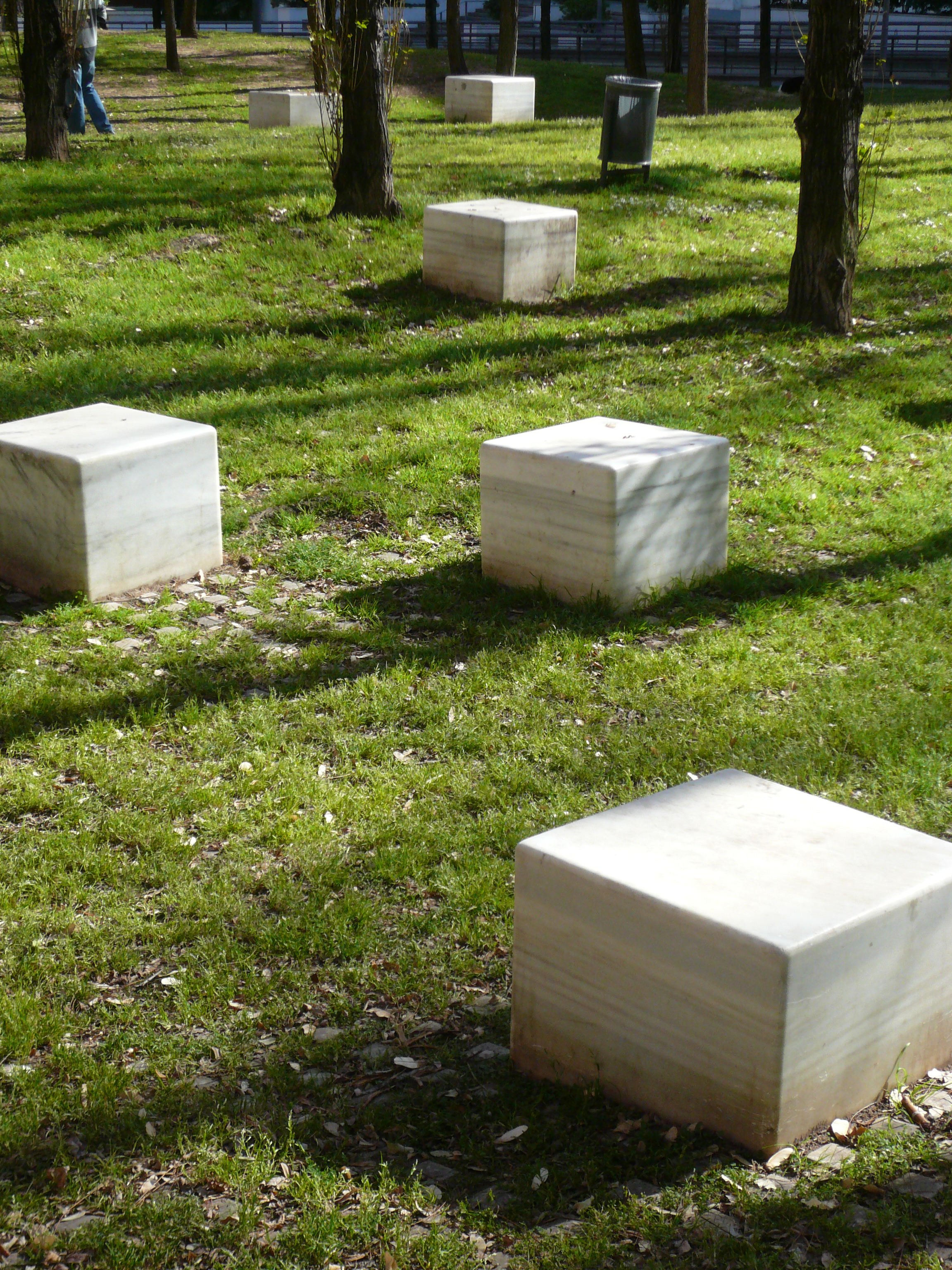
Jardins d'Olga Sacharoff à Barcelone

Olga Nicolaevna Sacharoff, née le 28 mai 1889 à Tiflis et morte le 1er mars 1967 à Barcelone, est une peintre espagnole d'origine russe.

## Biographie
Née en Géorgie alors dans l'Empire russe, elle est issue d'une mère d'origine persane. Elle étudie à l'Académie des beaux-arts de Tbilissi, puis se rend à Rome et à Munich où elle découvre le mouvement expressionniste allemand. En Allemagne, elle rencontre son futur mari, le photographe et peintre Otho Lloyd.
À partir de 1909, Sacharoff se rend régulièrement à Paris. En 1912, avec Lloyd, elle s'installe dans la ville où elle l'épouse le 28 octobre. Elle participe alors à de nombreuses expositions dont le Salon d'automne, le Salon des artistes français, le Salon des indépendants ou le Salon des Tuileries. Son travail est alors influencé par Paul Cézanne. Elle entre ensuite dans le cubisme et, avec Lloyd devient une des membres les plus actives du cercle qui se forme autour de l'artiste d'avant-garde Marie Vassilieff.
Le déclenchement de la Première Guerre mondiale contraint Sacharoff et Lloyd à s'installer en Espagne. Le couple vit d'abord à Majorque puis, vers 1915-1916 à Barcelone. Entre 1917 et 1924, Sacharoff collabore avec Francis Picabia au magazine dadaïste 391. Guillaume Apollinaire et Marie Laurencin figurent parmi les écrivains et artistes qui participent au magazine. Au cours de cette période, Sacharoff développe un style naïf coloré influencé par Henri Rousseau.
En 1929 le couple divorce. Sacharoff partage alors à Paris un logement avec Dagoussia et cesse de peindre pendant environ cinq ans pour réapparaître en 1934 dans une exposition à la galerie Layetanas de Barcelone. En 1939, les galeries Perls de New York organisent une exposition présentant des peintures de Sacharoff et de Lloyd, suggérant une possible réconciliation entre les époux. La Galería Syra de Barcelone monte aussi des expositions de son travail en 1950 et 1955 et, en février 1960, elle est au centre d'une exposition personnelle organisée par la Direction générale des arts de Bellas et exposée dans la salle d'exposition du département à Madrid.
Elle reçoit une médaille d'or de la ville de Barcelone en 1964.
Ses œuvres sont conservées, entre autres, au Musée national d'Art de Catalogne et au Musée d'Art Nouveau et Art Déco, de Salamanque.
On lui doit aussi des illustrations de livres, entre autres pour Colette (La Maison de Claudine) ou Fédor Dostoïevski.